# David Zabriskie (zapaśnik)

Zawodnik Iowa State Cyclones

David Christopher Zabriskie (ur. 19 grudnia 1986) – amerykański zapaśnik w stylu wolnym. Brązowy medalista mistrzostw panamerykańskich w 2013 roku.
Zawodnik High Point Regional High School z hrabstwa Sussex i Iowa State University. Trzy razy All-American (2008–2010) w NCAA Division I, pierwszy w 2010, piąty w 2009, szósty w 2008 roku.